# São João (Santa Maria)
São João est un quartier de la ville brésilienne de Santa Maria, Rio Grande do Sul. Il est situé dans le district de Sede.

## Subdivisions
Le quartier possède les ensembles (vilas) suivants : São João, Vila São João, Vila Schimidt.